# ナラダ・プロダクション
ナラダ・プロダクション（Narada Productions）は、1983年にニューエイジ・ミュージックをメインにして設立されたアメリカ合衆国のレコード・レーベル。ワールドミュージックやコンテンポラリー・ジャズ（スムーズ・ジャズ/フュージョン）の部門も含んでいる。特にジャズ部門はナラダ・ジャズの名で知られる。
EMI系のヴァージン・レコードの傘下にあったが、現在はユニバーサル・ミュージック・グループの子会社で、その傘下のキャピトル・レコードの持つブルーノート・レコードが販売・流通を受け持つ。それに伴いワールドミュージックやコンテンポラリー・ジャズ、ケルト音楽、ニュー・フラメンコなどにも分野を拡大している。
姉妹レーベルとしてハイアー・オクターヴがあり、ナラダの社内に部門を置いている。

## 沿革
- 1983年 ニューエイジ・ミュージックをメインにして設立。ウィスコンシン州に本部を構える。
- 1997年 EMIに買収され、傘下のヴァージン・レコードの中に組み込まれる。
- 2004年 EMIはハイアー・オクターヴを買収、ナラダの一部門に設ける。
- 2006年 ブルーノート・レコードが新たに発足した、ブルーノート・レーベル・グループの傘下に入る。本部をニューヨークのEMI本部に移転。

## 主なアーティスト
※ナラダ・ジャズを含む
- アザム・アリ
- アルタン
- エンシェント・フューチャー
- デヴィッド・アーカンストーン
- スペンサー・ブリューワー
- ボブ・バルドウィン
- ピーター・バフェット
- ダグ・キャメロン
- コリン・チン
- ジェシー・クック
- ジョイス・クーリング
- ジョン・ドーン
- ダウン・トゥ・ザ・ボーン
- リラ・ダウンズ
- アリステア・フレイザー
- マイケル・ゲッテル
- ラルフ・アイレンバーガー
- マイケル・ジョーンズ
- ブラッドリー・ジョセフ
- デヴィッド・ランツ
- ナンド・ローリア
- ガブリエル・リー
- トニー・レヴィン
- ジェフ・ローバー
- ピーター・マヌー
- ロバート・マイルズ
- 松居慶子
- キャシー・マティア
- ブルース・ミッチェル
- キャロル・ニースン
- ジュディス・ピンター
- ケイト・プライス
- キム・ロバートソン
- ランディー・ルース
- ドン・ロス
- ナンシー・ランベル
- リチャード・サウザー
- ポール・スピアー
- アイラ・スタイン
- ミリアム・ストックリー
- エリック・ティングスタッド
- トラペゾイド
- アーティ・トラウム
- アンドリュー・ホワイト
- サイモン・ウインバーグ
- ハンス・ジマー

- アーバン・ナイツ
- アイアート・モレイラ
- インコグニート
- ウォーレン・ヒル
- エリック・ダグラス
- 松居カズ
- ジェフ・ゴルブ
- スコット・ウィルキー
- スティーヴ・コール
- トニー・アレン
- フローラ・プリム
- ユージ・グルーヴ
- ラムゼイ・ルイス